# Корнуолски език
Корнуолският език (или още корнски език) (Kernowek) е келтски език от подгрупата на бритските езици (бритски езици).
До 18 век езикът е говорен от част от населението на полуостров Корнуол, Югозападна Англия.
Днес корнуолският е почти мъртъв език, но се правят опити да се възроди. Към 2006 г. говорещите корнуолски се оценяват на около 3500 души, но голяма част от тях имат само основни познания.